# Mesochorus lituratus
Mesochorus lituratus är en stekelart som beskrevs av Dasch 1974. Mesochorus lituratus ingår i släktet Mesochorus och familjen brokparasitsteklar. Inga underarter finns listade i Catalogue of Life.